# Issam Trabelsi
Pour les articles homonymes, voir Trabelsi.
Issam Trabelsi, né le 18 septembre 1978, est un footballeur tunisien évoluant au poste de gardien de but. 

## Carrière
- ?-2006 : Stade tunisien (Tunisie)
  - 2003-2004 : Avenir sportif de La Marsa (Tunisie), en prêt
- 2006-2007 : El Gawafel sportives de Gafsa (Tunisie)
- 2007 : Association sportive de l'Ariana (Tunisie)
- 2007-2008 : Stade gabésien (Tunisie)